# Nicole Kidman
Nicole Mary Kidman (Honolulu, Hawái, 20 de junio de 1967) es una actriz, productora y cantante australoestadounidense. Ha recibido numerosos galardones, incluidos un Premio Óscar, un Premio BAFTA, un Premio del Sindicato de Actores, dos Premios Primetime Emmy y seis Globos de Oro. Ha aparecido tres veces en los rankings anuales de las actrices mejor pagadas del mundo y fue nombrada por la revista Time como una de las 100 personas más influyentes del mundo en 2004 y 2018. En 2020, The New York Times la clasificó en quinto lugar en su lista de los mejores actores y actrices del siglo XXI hasta ese momento.
Kidman comenzó su carrera como actriz en Australia con las películas de 1983, Bush Christmas y Los Bicivoladores. Su gran avance se produjo en 1989 con la película de suspense Dead Calm y la miniserie Bangkok Hilton. En 1990, hizo su debut en Hollywood en la película de coches de carrera Days of Thunder, junto a Tom Cruise. Luego logró un mayor reconocimiento con papeles principales en Far and Away (1992), Batman Forever (1995), Todo por un sueño (1995) y Eyes Wide Shut (1999). Kidman ganó el Premio Óscar a la Mejor Actriz por interpretar a la escritora Virginia Woolf en el drama Las horas (2002). Sus otros papeles nominados al Oscar fueron como cortesana en el musical Moulin Rouge! (2001); madres con problemas emocionales en los dramas Rabbit Hole (2010) y Lion (2016); y la actriz Lucille Ball en Being the Ricardos (2021). Otros créditos cinematográficos de Kidman incluyen The Others (2001), Cold Mountain (2003), Dogville (2003), Birth (2004), Australia (2008), The Paperboy (2012), Paddington (2014), The Killing of a Sacred Deer (2017), Destroyer (2018), Aquaman (2018) y Bombshell (2019). Sus películas han recibido elogios por parte de la crítica y en la década de 2000 sería considerada una de las mejores actrices del mundo. En 2003, Kidman consiguió tener su estrella en el paseo de la fama de Hollywood en Hollywood, California.
Los papeles televisivos de Kidman incluyen Hemingway & Gellhorn (2012), Big Little Lies (2017-2019), Top of the Lake: China Girl (2017), The Undoing (2020) y Nine Perfect Strangers (2021). Por Big Little Lies, ganó dos premios Primetime Emmy a la mejor actriz principal y a una serie limitada excepcional (como productora ejecutiva).
Kidman ha sido embajadora de buena voluntad del Unicef desde 1994 y de UNIFEM desde 2006. En 2006, recibió el honor civil más importante de Australia, siendo condecorada como dama compañera de la Orden de Australia. El 21 de octubre de 2009, la actriz pidió una respuesta integral a la violencia que padecen las mujeres ante el Congreso de los Estados Unidos. Desde que nació de padres australianos en Hawái, Kidman tiene la doble ciudadanía de Australia y los Estados Unidos. En 2010, fundó la productora Blossom Films. Estuvo casada con el actor Tom Cruise de 1990 a 2001 y está casada con el cantante de música country Keith Urban desde 2006.

## Primeros años
Nicole Mary Kidman nació el 20 de junio de 1967 en Honolulu, Hawái, mientras sus padres australianos estaban temporalmente en Estados Unidos con visas de estudiante. Su madre, Janelle Ann (de soltera Glenny), era instructora de enfermería, editó los libros de su esposo y fue miembro del Lobby Electoral de Mujeres; su padre, Antony Kidman, era bioquímico, psicólogo clínico y autor. Kidman tiene ascendencia irlandesa y escocesa. Habiendo nacido en Hawái, se le dio el nombre hawaiano "Hōkūlani", que significa "estrella celestial". La inspiración vino de una cría de elefante que nació casi al mismo tiempo en el zoológico de Honolulu. Cuando nació Kidman, su padre era un estudiante de posgrado en la Universidad de Hawái en Mānoa. Se convirtió en miembro invitado del Instituto Nacional de Salud Mental de los Estados Unidos. Opuestos a la guerra en Vietnam, los padres de Kidman participaron en protestas contra la guerra mientras vivían en Washington D. C. La familia regresó a Australia cuando Kidman tenía cuatro años y su madre vivió sus últimos años en la costa norte de Sídney. Kidman tiene una hermana menor, Antonia Kidman, periodista y presentadora de televisión.
Kidman creció en Sídney y asistió a Lane Cove Public School y North Sydney Girls 'High School. Se inscribió en ballet a los tres años y mostró su talento natural para la actuación en sus años de escuela primaria y secundaria. Ella ha dicho que primero aspiró a convertirse en actriz al ver la interpretación de Margaret Hamilton como la Malvada Bruja del Oeste en El mago de Oz. Kidman ha revelado que era tímida cuando era niña, diciendo: "Soy muy tímida, muy tímida. Incluso tartamudeé cuando era niña, cosa que poco a poco superé, pero todavía retrocedo en esa timidez. Así que no me gusta entrar sola en un restaurante lleno de gente; tampoco me gusta ir sola a una fiesta". Inicialmente estudió en el Phillip Street Theatre en Sídney, junto a Naomi Watts, quien había asistido a la misma escuela secundaria. También asistió al Teatro Australiano para Jóvenes. Aquí se dedicó al teatro, la mímica y la interpretación en su adolescencia, encontrando en esta última un refugio. Debido a su piel clara y su cabello naturalmente pelirrojo, el sol australiano obligó a la joven Kidman a ensayar en los pasillos del teatro. Habitual en el Phillip Street Theatre, recibió elogios y estímulos para dedicarse a la interpretación a tiempo completo.

## Carrera

### 1983–1994: Primeros trabajos y avances
En 1983, Kidman de 16 años hizo su debut cinematográfico en una nueva versión del favorito de la temporada navideña australiana Bush Christmas. A finales de 1983, tuvo un papel secundario en la serie de televisión Five Mile Creek. En 1984, a su madre le diagnosticaron cáncer de mama, lo que provocó que Kidman detuviera temporalmente su trabajo como actriz mientras estudiaba cómo dar masajes para poder ayudar a su madre con la fisioterapia. Comenzó a ganar popularidad a mediados de la década de 1980 después de aparecer en varios papeles cinematográficos, incluidos Los Bicivoladores (1983), Watch the Shadows Dance (1987; también conocido como Nightmaster) y la comedia romántica Windrider (1986), que atrajo la atención de Kidman debido a sus picantes escenas. También durante la década, apareció en varias producciones australianas, incluida la telenovela A Country Practice y la miniserie, Vietnam de 1987. También apareció en varias películas y programas de televisión australianos.
En 1988, Kidman apareció en Emerald City, basada en la obra del mismo nombre. La película australiana le valió un premio del Instituto de Cine Australiano a la Mejor Actriz de Reparto. Kidman protagonizó a continuación con Sam Neill en Dead Calm (1989) como Rae Ingram, interpretando a la esposa de un oficial naval. El thriller catapultó a Kidman al reconocimiento internacional; Variety comentó: "A lo largo de la película, Kidman es excelente. Ella le da al personaje de Rae verdadera tenacidad y energía". Mientras tanto, el crítico Roger Ebert notó la excelente química entre los protagonistas, afirmando, "Kidman y Zane generan verdadero odio que es palpable en sus escenas juntos ". En el mismo año apareció en la obra de teatro Steel Magnolias como Shelby. Siguió con la miniserie australiana Bangkok Hilton antes de pasar a protagonizar junto a su entonces novio y futuro esposo, Tom Cruise, la película de 1990 sobre carreras de autos, Days of Thunder, como una joven médica que se enamora de un piloto de NASCAR. Su película de gran avance internacional fue una de las películas más taquilleras del año.
En 1991, coprotagonizó con Thandie Newton y su excompañera de clase Naomi Watts en la película australiana independiente Flirting. Interpretaron a chicas de secundaria en esta historia de llegada a la mayoría de edad, que ganó el Premio del Instituto Australiano de Cine a la Mejor Película. Ese mismo año, su trabajo en la película Billy Bathgate le valió a Kidman su primera nominación al Globo de Oro, como Mejor Actriz de Reparto. The New York Times, en su reseña cinematográfica, la calificó de "una belleza con, al parecer, sentido del humor". Al año siguiente, ella y Cruise se volvieron a unir para la épica irlandesa Far and Away (1992) de Ron Howard, que fue un modesto éxito de crítica y comercial. En 1993, protagonizó el thriller, Malice junto a Alec Baldwin y el drama My Life junto a Michael Keaton.

### 1995–2003: Reconocimiento mundial y aclamación de la crítica
En 1995, Kidman interpretó a la Dra. Chase Meridian, la damisela en apuros, en la película de superhéroes, Batman Forever, junto a Val Kilmer como el personaje principal de la película. El mismo año, protagonizó la comedia negra Todo por un sueño, aclamada por la crítica, de Gus Van Sant, en la que interpretó a la locutora asesina Suzanne Stone. Sobre la actuación de Kidman, ganadora del Globo de Oro, Mick LaSalle del San Francisco Chronicle dijo "[ella] aporta al papel capas de significado, intención e impulso. Contar su historia en primer plano, como lo hace a lo largo de la película, Kidman te deja ver el cálculo, las ruedas girando, los transparentes esfuerzos por encantar que logran encantar de todos modos ". Kidman apareció a continuación, junto a Barbara Hershey y John Malkovich, en Retrato de una dama (1996), basada en la novela del mismo nombre, y protagonizó El pacificador (1997) como experta nuclear de la Casa Blanca, Julia Kelly, junto a George Clooney. La última película recaudó 110 millones de dólares en todo el mundo. En 1998, Kidman protagonizó la comedia, Prácticamente magia junto a Sandra Bullock, quienes encarnaban a dos hermanas brujas que se enfrentan a una amenazante maldición que les impide encontrar un amor duradero. Si bien la película se estrenó en lo más alto de las listas en su fin de semana de estreno en América del Norte, fracasó en taquilla. Regresó a su trabajo en el escenario el mismo año en la obra de David Hare, The Blue Room, que se estrenó en Londres. Por su actuación, recibió una nominación al Premio Laurence Olivier a la mejor actriz.

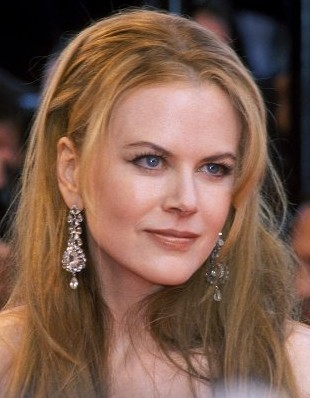
Kidman asistiendo al estreno de Moulin Rouge! en el Festival de Cine de Cannes de 2001.

En 1999, Kidman se reunió con su entonces esposo, Tom Cruise, para interpretar a una pareja de Manhattan en una odisea sexual, en Eyes Wide Shut, la última película del director Stanley Kubrick. Fue objeto de controversias de censura debido a la naturaleza explícita de sus escenas de sexo. Después de una breve pausa y un divorcio muy publicitado de Cruise, Kidman regresó a la pantalla para interpretar a una novia por correo en el drama británico-estadounidense Birthday Girl. En 2001, Kidman interpretó a la actriz de cabaret y cortesana, Satine en el musical Moulin Rouge!, de Baz Luhrmann, junto a Ewan McGregor. Su actuación y su canto recibieron críticas positivas; Paul Clinton de CNN.com lo calificó como su mejor trabajo desde To Die For, y escribió "[ella] es ardiente y deslumbrante como Satine. Se mueve con total confianza en la película [...] Kidman parece especializarse en 'reina de hielo 'personajes, pero con Satine, ella misma se descongelará, solo un poco". Kidman recibió su segundo Globo de Oro a la Mejor Actriz en una Película Musical o Comedia en la 59.ª Entrega de los Globos de Oro, así como varios otros premios y nominaciones, incluida cada primera nominación a los Premios Óscar a la Mejor Actriz.
Kidman también protagonizó la película de terror de Alejandro Amenábar, Los otros (2001), como Grace Stewart, una madre que vive en las Islas del Canal durante la Segunda Guerra Mundial y que sospecha que su casa está encantada. Con una recaudación de más de 210 millones de dólares en todo el mundo, la película también obtuvo varias nominaciones a los Premios Goya, incluida una nominación a Mejor Actriz por Kidman. Recibió su segundo premio BAFTA y su quinta nominación a los premio Globo de Oro. Roger Ebert comentó que "Alejandro Amenábar tiene la paciencia de crear una atmósfera lánguida y de ensueño, y Nicole Kidman logra convencernos de que es una persona normal en una situación perturbadora, y no una histérica película de terror estándar." Kidman fue nombrada la persona más bella del mundo por la revista People en 2002.

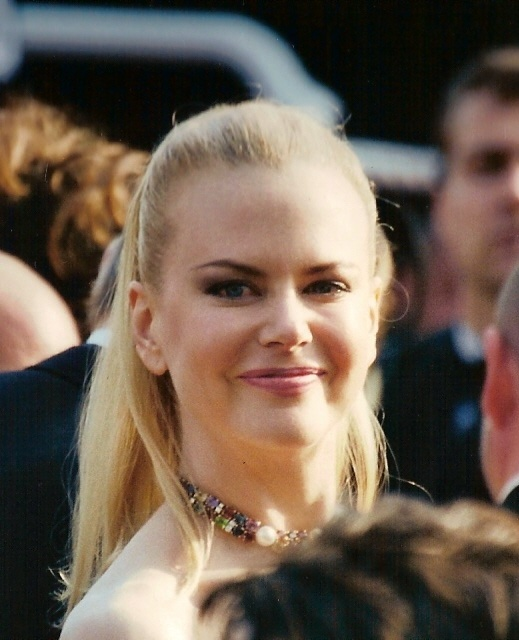
Kidman en 2003.

En 2002, Kidman recibió elogios de la crítica por su interpretación de Virginia Woolf en Las horas de Stephen Daldry, coprotagonizada por Meryl Streep y Julianne Moore. Kidman usó prótesis que se aplicaron a su nariz haciéndola casi irreconocible interpretando a la autora durante su tiempo en Inglaterra de la década de 1920, y sus episodios de depresión y enfermedad mental mientras intentaba escribir su novela, Sra. Dalloway. La película obtuvo el reconocimiento de la crítica y varias nominaciones, incluido el Óscar a la Mejor Película. The New York Times escribió que, "La Sra. Kidman, en una actuación de asombrosa valentía, evoca la salvaje guerra interior librada por una mente brillante contra un sistema de cableado defectuoso que transmite una estática ardiente y loca a su cerebro". Kidman ganó numerosos premios de la crítica y de la industria, incluido su primer premio BAFTA, tercer Globo de Oro y el Óscar a la Mejor Actriz, convirtiéndose en la primera actriz australiana en ganar el premio. Durante su discurso de aceptación del Óscar, hizo referencia a la guerra de Irak que estaba ocurriendo en ese momento cuando habló sobre la importancia del arte y dijo: "¿Por qué vienes a los Premios de la Academia cuando el mundo está en tal confusión? Porque el arte es importante. Y porque usted cree en lo que hace y quiere honrar eso, y es una tradición que debe mantenerse."
Después de ganar el Óscar, Kidman apareció en tres películas muy diferentes en 2003. La primera, un papel principal en Dogville, del director danés; Lars von Trier, fue una película experimental ambientada en un escenario sonoro desnudo. Aunque la película dividió a los críticos en los Estados Unidos, Kidman acabó ganando elogios por su actuación. Peter Travers de Rolling Stone declaró: "Kidman ofrece la actuación más emocionalmente dolorosa de su carrera en Dogville, una película que nunca encontró un cliché que no pisoteó". Aunque en un principio se manejó la versión de que Kidman rechazó hacer la secuela de Dogville, Manderlay, por el trato que recibió de Von Trier, años después trascendió que su negativa fue para no repetirse como actriz. La segunda fue una adaptación de la novela de Philip Roth; The Human Stain, frente a Anthony Hopkins. Su tercera película fue el drama bélico; Cold Mountain de Anthony Minghella. Kidman actuó junto a Jude Law y Renée Zellweger, interpretando a la sureña Ada Monroe, que está enamorada del personaje de Law y separada por la Guerra Civil. La revista Time escribió: "Kidman toma fuerza de la difícil situación de Ada y crece de manera constante, literalmente luminosa. Su palidez escultórica da paso a un cálido resplandor a la luz del fuego". La película obtuvo varias nominaciones a premios y premios para sus actores; Kidman recibió su sexta nominación al Globo de Oro en la 61.ª entrega de los Globos de Oro a la mejor actriz.

### 2004–2009: Actriz establecida
En 2004 protagonizó la película Birth, que generó polémica por una escena en la que Kidman comparte un baño con su coprotagonista Cameron Bright, entonces de diez años. En una conferencia de prensa en el Festival de Cine de Venecia, abordó la controvertida cuestión diciendo: "No es que quisiera hacer una película en la que besara a un niño de 10 años. Quería hacer una película en la que se entendiera el amor." Kidman recibió su séptima nominación al Globo de Oro, como Mejor Actriz - Drama Cinematográfico. Ese mismo año, apareció como productora de éxito en la película de ciencia ficción y comedia negra, The Stepford Wives, una nueva versión de la película de 1975 del mismo nombre, dirigida por Frank Oz. En 2005, Kidman apareció junto a Sean Penn en el thriller de Sydney Pollack, La intérprete, interpretando a la traductora de la ONU Silvia Broome, y con Will Ferrell en la comedia romántica, Bewitched, basada en la comedia de televisión de los años 60 del mismo nombre. Si bien ninguna película obtuvo buenos resultados en los Estados Unidos, ambas fueron éxitos internacionales. Kidman y Ferrell obtuvieron el premio Razzie a la peor pareja en la pantalla.

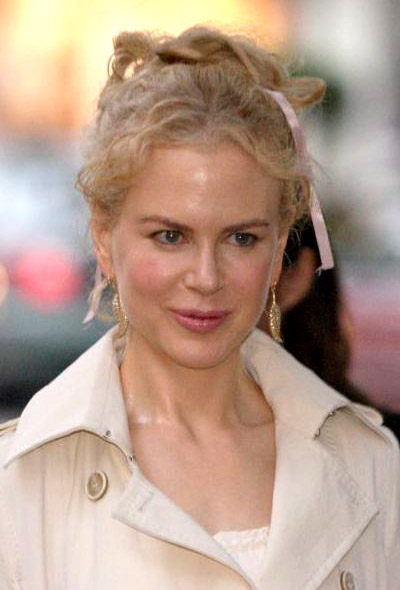
Kidman en 2006.

Junto con su éxito dentro de la industria del cine, Kidman se convirtió en el rostro de la marca de perfumes Chanel n.º 5. Protagonizó una campaña de anuncios impresos y televisivos con Rodrigo Santoro, dirigida por el director de Moulin Rouge!; Baz Luhrmann, para promocionar la fragancia durante las temporadas de vacaciones de 2004, 2005, 2006 y 2008. El comercial de tres minutos producido para Chanel n.º 5 convirtió a Kidman en poseedora del récord de la mayor cuantía de dinero pagada por minuto a un actor después de que ella según se informa, ganó 12 millones de dólares estadounidenses por el anuncio de tres minutos. Durante este tiempo, Kidman también apareció como la 45.ª celebridad más poderosa en la lista Forbes, Celebrity 100 de 2005. Obtuvo un total de 14,5 millones de dólares estadounidenses en 2004-2005. En la lista de la revista People de las actrices mejor pagadas de 2005, Kidman quedó en segundo lugar detrás de Julia Roberts, con un cachet de 16 a 17 millones de dólares por película. Nintendo anunció en 2007 que Kidman sería el nuevo rostro de la campaña publicitaria para el juego More Brain Training de Nintendo DS en su mercado europeo.
En 2006, Kidman interpretó a la fotógrafa Diane Arbus en la película biográfica Fur, junto a Robert Downey Jr., y prestó su voz para la película animada; Happy Feet, que recaudó más de 384 millones de dólares en todo el mundo y compartió elenco con Elijah Wood, Hugh Jackman, Robin Williams, Brittany Murphy y Hugo Weaving. En 2007, protagonizó la película de ciencia ficción; The Invasion dirigida por Oliver Hirschbiegel, una nueva versión de la película de 1956; Invasion of the Body Snatchers, y protagonizó junto a Jennifer Jason Leigh y Jack Black la comedia dramática de Noah Baumbach, Margot y la boda, que le valió una nominación al Premio Satellite a la Mejor Actriz - Musical o Comedia. También protagonizó la aventura fantástica, La brújula dorada (2007), interpretando a la villana Marisa Coulter.
En 2008, estuvo a las órdenes del director Baz Luhrmann en la película de época australiana Australia, ambientada en el remoto Territorio del Norte durante el ataque japonés a Darwin durante la Segunda Guerra Mundial. Kidman interpreta junto a Hugh Jackman a una mujer inglesa que se siente abrumada por el continente. Su interpretación fue elogiada y la película fue un éxito de taquilla en todo el mundo. Kidman apareció en el musical Nine de Rob Marshall de 2009, interpretando a la musa del personaje de Federico Fellini, Claudia Jenssen, con sus compañeros ganadores del Oscar, Daniel Day-Lewis, Judi Dench, Marion Cotillard, Penélope Cruz, Sophia Loren, Kate Hudson y Fergie. Kidman, cuyo tiempo de pantalla fue breve en comparación con las otras actrices, interpretó el número musical "Unusual Way", junto a Day-Lewis. La película recibió varias nominaciones al Globo de Oro y al Oscar, y le valió a Kidman una cuarta nominación al Premios del Sindicato de Actores, como parte del Mejor Reparto.

### 2010–2015: Películas biográficas e independientes
En 2010, Kidman produjo y protagonizó la adaptación cinematográfica de la obra ganadora del premio Pulitzer, Rabbit Hole, junto a Aaron Eckhart, para la que dejó vacante su papel en la película de Woody Allen, Conocerás al hombre de tus sueños. Su interpretación en la película de una madre afligida le valió elogios de la crítica y recibió nominaciones para los Óscar, los Globos de Oro y los Premios del Sindicato de Actores. Posteriormente, también prestó su voz para un video promocional que Australia utilizó para respaldar su candidatura para albergar la Copa Mundial de Fútbol de 2018. En 2011, protagonizó junto a Nicolas Cage el thriller de acción, Trespass del director Joel Schumacher, en el que ambas estrellas interpretan a una pareja casada que han sido tomado como rehenes, y apareció con Adam Sandler y Jennifer Aniston en la comedia romántica de Dennis Dugan; Just Go With It, como esposa trofeo.

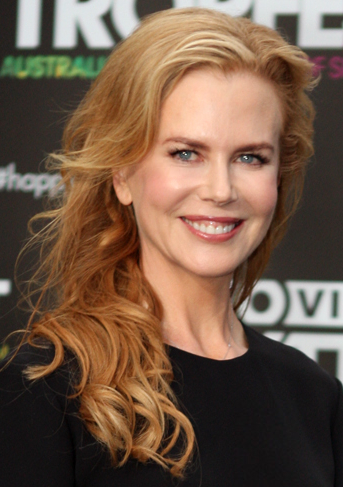
Kidman en el Tropfest 2012 en Sídney, Australia.

En 2012, Kidman y Clive Owen protagonizaron la película de HBO; Hemingway & Gellhorn, y sobre Ernest Hemingway y su relación con Martha Gellhorn. En la adaptación de Lee Daniels de la novela de Pete Dexter, The Paperboy (2012), interpretó a la groupie del corredor de la muerte Charlotte Bless y realizó escenas de sexo que afirma no haber recordado hasta que vio la película terminada. La película compitió en el Festival de Cine de Cannes de 2012, y la actuación de Kidman obtuvo nominaciones para el SAG y el Premios Saturn a la Mejor Actriz de Reparto, le dio a Kidman su segunda nominación al Globo de Oro a la Mejor Actriz de Reparto y su décima nominación en general. En 2012, la grabación del audiolibro de Kidman de To the Lighthouse de Virginia Woolf se publicó en Audible.com. Kidman interpretó a una madre inestable en Stoker (2013) de Park Chan-wook, con una respuesta positiva y una nominación al premio Saturn como Mejor Actriz de Reparto. En abril de 2013 fue seleccionada como miembro del jurado principal del concurso en el Festival de Cine de Cannes de 2013.

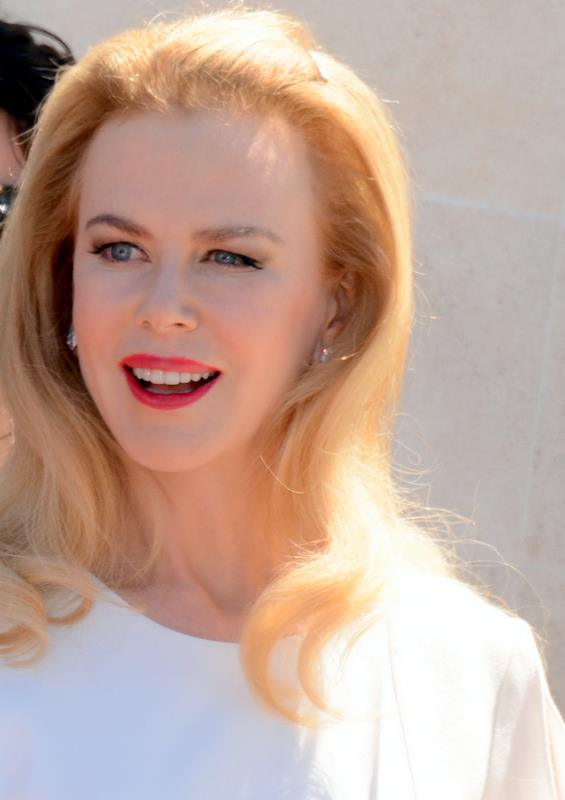
Kidman en 2014 promocionando la película Grace of Monaco.

En 2014, Kidman protagonizó la película biográfica Grace of Monaco en el papel principal que narra la crisis de 1962, en la que Charles de Gaulle bloqueó el pequeño principado, enojado por el estatus de Mónaco como paraíso fiscal para los ricos franceses y por el hecho de que Kelly contemplara un regreso a Hollywood para protagonizar Marnie de Alfred Hitchcock. La película, que se estrenó fuera de concurso en el Festival de Cine de Cannes de 2014, recibió críticas en gran parte negativas. Kidman también protagonizó dos películas con Colin Firth ese mismo año, la primera fue el drama histórico británico-australiano; The Railway Man, en el que Kidman interpreta a la esposa de un oficial. Katherine Monk de Montreal Gazette dijo sobre la actuación de Kidman: "Es una obra de interpretación verdaderamente magistral que trasciende el encuadre comprado en la tienda por Teplitzky, pero es Kidman quien ofrece la mayor sorpresa: por primera vez desde que sus cejas se convirtieron en sólidos arcos de mármol, el El ganador del Oscar australiano es realmente fantástico". Su segunda película con Firth fue el thriller británico; Before I Go To Sleep, que retrata a un superviviente de un accidente automovilístico con daño cerebral. También en 2014, apareció en la película de comedia animada Paddington como la principal antagonista de la película.
En 2015, Kidman protagonizó el drama Strangerland, que se estrenó en el Festival de Cine de Sundance de 2015, y The Family Fang, dirigida por Jason Bateman, producida por la productora de Kidman, Blossom Films, que se estrenó en el Festival Internacional de Cine de Toronto de 2015. En su otro estreno cinematográfico de 2015, el drama biográfico Queen of the Desert, interpretó a la escritora, viajera, oficial política, administradora y arqueóloga Gertrude Bell. Kidman interpretó a un fiscal de distrito, junto a Julia Roberts y Chiwetel Ejiofor, en la película poco vista Secret in Their Eyes, una nueva versión de la película argentina de 2009 del mismo nombre, ambas basadas en la novela La pregunta de sus ojos del autor Eduardo Sacheri. Después de más de 15 años, Kidman regresó al West End en el estreno británico de Photograph 51 en el Teatro Noël Coward. Interpretó a la científica británica Rosalind Franklin, que trabaja por el descubrimiento de la estructura del ADN, en la producción del 5 de septiembre al 21 de noviembre de 2015, dirigida por Michael Grandage. La producción fue recibida con considerables elogios de los críticos, en particular por la actuación de Kidman, y su regreso al West End fue aclamado como un éxito. Por su actuación, ganó un Evening Standard Theatre Awards y recibió una segunda nominación al premio Laurence Olivier como Mejor Actriz.

### 2016–presente:León,Big Little Liesy aclamación continua

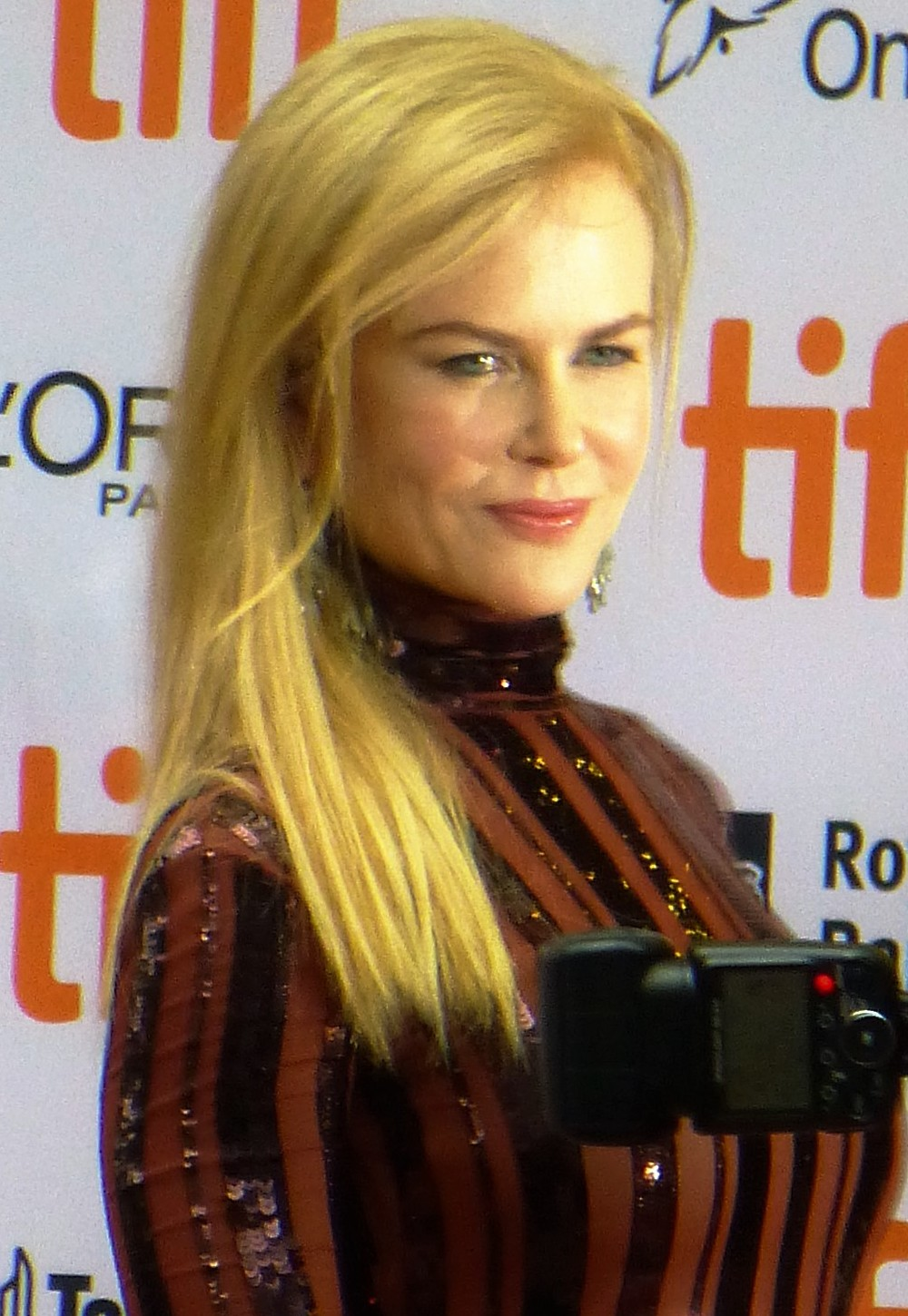
Kidman asistió al estreno de Lion en el Festival Internacional de Cine de Toronto de 2016.

En Lion, Kidman de 2016 interpreta a Sue, la madre adoptiva de Saroo Brierley, un niño indio que es separado de su familia biológica, un papel al que se sintió conectada ya que ella misma es la madre de niños adoptados. Obtuvo críticas muy favorables por su actuación, así como nominaciones al Óscar a la Mejor Actriz de Reparto, su cuarta nominación en general y su undécima nominación al Globo de Oro, entre otros. Richard Roeper del Chicago Sun-Times pensó que "Kidman ofrece una interpretación poderosa y conmovedora como la madre adoptiva de Saroo, que ama a su hijo con cada molécula de su ser, pero llega a comprender su búsqueda. Es tan bueno como cualquier cosa que haya hecho en el la última década". Con un presupuesto de 12 millones de dólares, Lion ganó más de 140 millones de dólares a nivel mundial. También dio una interpretación de voz en off para la versión en inglés de la película animada The Guardian Brothers.
En 2017, Kidman regresó a la televisión para Big Little Lies, una serie dramática basada en la novela de Liane Moriarty, que se estrenó en HBO. También fue productora ejecutiva junto a su coprotagonista, Reese Witherspoon, y el director del programa, Jean-Marc Vallée. Interpreta a Celeste Wright, una ex abogada y ama de casa, que oculta su relación abusiva con su esposo, interpretado por Alexander Skarsgård. Matthew Jacobs de The Huffington Post consideró que ella "ofreció una actuación que definió su carrera", mientras que Ann Hornaday de The Washington Post escribió que "Kidman pertenece al panteón de las grandes actrices". Ganó el premio Primetime Emmy a la mejor actriz principal en una serie limitada o película por su interpretación, además de ganar el premio Primetime Emmy a la mejor serie limitada como productora. También ganó el Premios de la Crítica Televisiva, un Globo de Oro y un SAG.
Seguidamente, Kidman interpretó a Martha Farnsworth, directora de una escuela para niñas durante la guerra civil estadounidense, en el drama de Sofia Coppola; The Beguiled, una nueva versión de una película de 1971 del mismo nombre, que se estrenó en el Festival de Cine de Cannes de 2017, compitiendo por la Palma de Oro. Ambas películas fueron adaptaciones de una novela de Thomas P. Cullinan. La película fue un éxito de autor, y Katie Walsh de Tribune News Service encontró a Kidman "particularmente, como era de esperar, excelente en su interpretación de la inflexible señorita Martha. Ella es controlada y en control, imperturbable. Sus modales refinados y su feminidad coexisten fácilmente con su dureza". Kidman tuvo otras dos películas que se estrenaron en el festival, la comedia romántica de ciencia ficción; How to Talk to Girls at Parties, reuniéndola con el director John Cameron Mitchell; y el thriller psicológico; The Killing of a Sacred Deer, dirigido por Yorgos Lanthimos, que también compitió por la Palma de Oro. También en 2017, Kidman interpretó papeles secundarios en la serie de televisión Top of the Lake: China Girl de BBC Two y en la comedia dramática; The Upside, una nueva versión de la comedia francesa de 2011; Intouchables, protagonizada por Bryan Cranston y Kevin Hart.

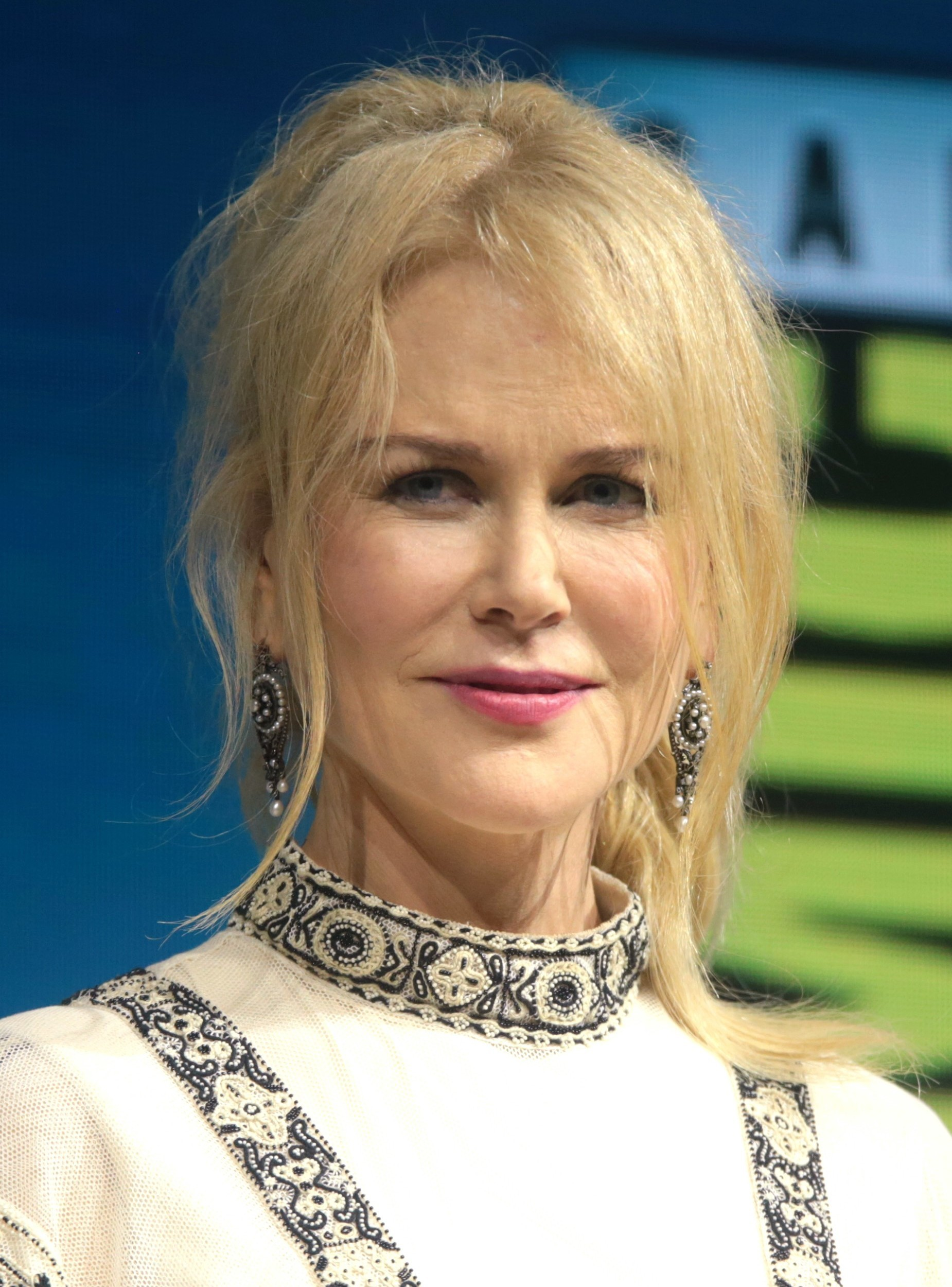
Kidman promocionando a Aquaman en la Comic-Con International de San Diego 2018.

Kidman protagonizó dos dramas de 2018: Destroyer y Boy Erased. En el primero, interpreta a una detective preocupada por un caso durante dos décadas. Peter Debruge de Variety y Brooke Marine de W la encontraron "irreconocible" en el papel y Debruge agregó que "ella desaparece en una piel completamente nueva, reorganizando su interior para adaptarse a la dura piel del personaje", mientras que Marine destacó el método de Kidman actuando. La última película está basada en Boy Erased: A Memoir de Garrard Conley, y presenta a Russell Crowe y Kidman como padres socialmente conservadores que envían a su hijo (interpretado por Lucas Hedges) a un programa de conversión gay. Richard Lawson de Vanity Fair reconoció a los tres artistas el mérito de "elevar el material bastante estándar a niveles conmovedores". Ese mismo año, Kidman interpretó a la reina Atlanna, la madre del personaje principal, en la película de superhéroes Aquaman del Universo extendido de DC. También en 2018, Nicole fue entrevistada para BAFTA A Life in Pictures, donde reflexionó sobre su extensa carrera en el cine.
Forbes la clasificó como la cuarta actriz mejor pagada del mundo en 2019, con ingresos anuales que ascendían a 34 millones de dólares estadounidenses. Ella asumió el papel secundario de una rica socialité en el drama de John Crowley; El jilguero, una adaptación de la novela homónima de Donna Tartt, protagonizada por Ansel Elgort. Aunque fue mal recibido, Owen Gleiberman elogió a Kidman por interpretar su papel con "elegante afecto". Posteriormente, actuaría junto a Charlize Theron y Margot Robbie en el drama Bombshell, sobre el acoso sexual en Fox News, en el que interpreta a Gretchen Carlson. Manohla Dargis de The New York Times opinó que, a pesar de menos tiempo en pantalla que sus dos coprotagonistas, Kidman logró que Carlson fuera "siempre tan ligeramente ridículo, agregando una pizca de comedia que subraya lo egoístas e inútiles que son sus gestos rebeldes en la red". Por su actuación en Bombshell, Kidman recibió otra nominación al SAG.
En 2020, Kidman interpretó a Grace Fraser, una terapeuta de éxito en Nueva York, en la miniserie de suspenso psicológico de HBO; The Undoing, basada en la novela You Should Have Known de Jean Hanff Korelitz. Kidman fue productora ejecutiva junto con la directora del programa, Susanne Bier, y David E. Kelley, quien previamente adaptó y produjo Big Little Lies. Kidman fue nominada para un Globo de Oro y un SAG por su interpretación. El único estreno cinematográfico de Kidman en 2020 fue la película de comedia musical; The Prom, basada en el musical de Broadway del mismo nombre, que también protagoniza Meryl Streep, James Corden, Andrew Rannells, Keegan-Michael Key y Kerry Washington.
En 2021, Kidman protagonizó y fue productora ejecutiva junto a Melissa McCarthy en la miniserie de Hulu; Nine Perfect Strangers, basada en la novela homónima de Liane Moriarty. También interpretó a la actriz y comediante Lucille Ball junto a Javier Bardem como el esposo de Ball, Desi Arnaz, en la película de drama biográfico Being the Ricardos, dirigida por Aaron Sorkin. A pesar de las reacciones desfavorables en respuesta a su elección como Ball, su interpretación recibió elogios de la crítica. Posteriormente ganó el Globo de Oro a la mejor actriz dramática por su actuación, además de recibir nominaciones para el Critics 'Choice Movie a la mejor Actriz y el Premio del Sindicato de Actores a la mejor actriz, así como su cuarta nominación al Premio Óscar a la Mejor Actriz, su quinta en general.
Kidman protagoniza junto a Alexander Skarsgård, Anya Taylor-Joy, Ethan Hawke, Willem Dafoe y Björk en la película de suspenso The Northman, dirigida por Robert Eggers. También protagonizará y será productora ejecutiva en tres próximas series de televisión: la miniserie dramática, Expats, que se encuentra actualmente en producción; la miniserie de suspense, Pretty Things, basada en la próxima novela del mismo nombre de Janelle Brown; y el drama familiar, Things I Know To Be True, basada en la obra australiana del mismo nombre, y la miniserie Roar, basada en la obra de relatos de Cecelia Ahern. A diferencia de sus otros proyectos de televisión, Things I Know To Be True se concibe como una serie en curso con varias temporadas en lugar de una miniserie.

### Próximos proyectos
En 2024 dobló y coprotagonizó Spellbound junto con Rachel Zegler, Javier Bardem, John Lithgow y Nathan Lane una película animada que se estrenó en Netflix.

## Discografía

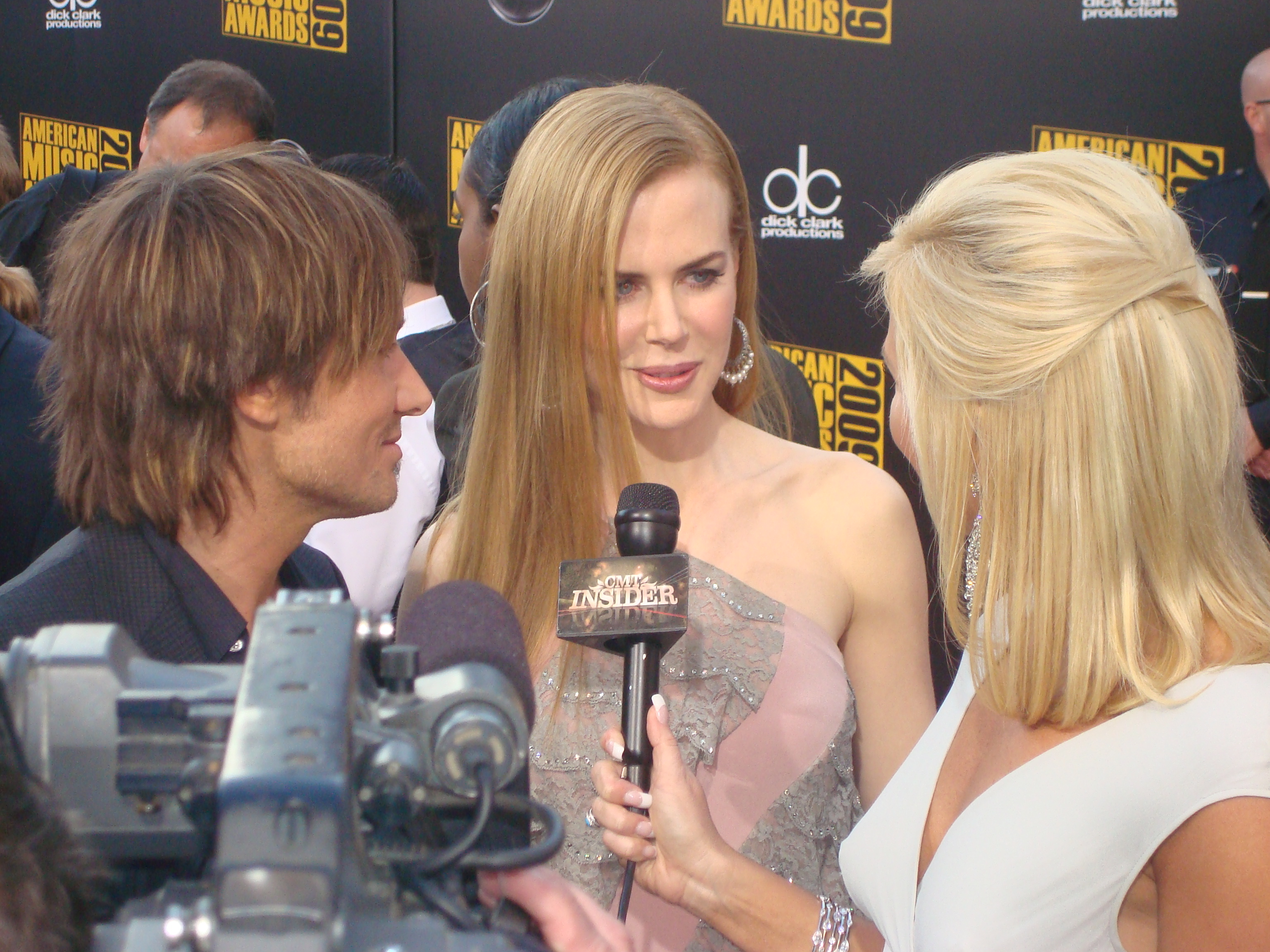
Kidman en los Premios American Music de 2009.

La discografía de Kidman consta de un álbum de palabras habladas, una obra extendida, tres sencillos, tres videos musicales, otras diez apariciones, varias pistas inéditas y dos canciones de homenaje grabadas por varios artistas. Kidman, conocida principalmente por su carrera como actriz, ingresó en la industria de la música en la década de 2000 después de grabar varias pistas para el álbum de la banda sonora de la película de 2001 de Baz Luhrmann, Moulin Rouge!, que protagonizó. Su dueto con Ewan McGregor titulado «Come What May» fue lanzado como su debut y el segundo sencillo de la banda sonora a través de Interscope el 24 de septiembre de 2001. La composición se convirtió en el octavo sencillo más vendido por un artista australiano en ese año, certificándose Oro por la Australian Recording Industry Association, mientras que ocupó el puesto veintisiete en la lista de sencillos del Reino Unido. Además, la canción recibió una nominación en la 59.ª edición de los Globos de Oro como Mejor Canción Original, y ha sido catalogada como la ochenta y cinco dentro de los 100 años... 100 canciones de AFI por el American Film Institute.
Pronto seguiría «Somethin 'Stupid», una versión de Frank y Nancy Sinatra. La pista, grabada a dúo con el cantautor inglés Robbie Williams, fue publicada el 14 de diciembre de 2001 por Chrysalis Records como el sencillo principal de su cuarto álbum de estudio, «Swing When You're Winning». El segundo sencillo de Kidman encabezó las listas de música oficiales en Nueva Zelanda, Portugal, y el Reino Unido, además de obtener los diez primeros lugares en toda Europa, incluyendo Australia, Austria, Bélgica, Dinamarca, Alemania, los Países Bajos, Noruega, y Suiza. Además de estar certificado Gold o Silver en varios países, fue clasificado como el decimotercer sencillo más vendido de 2002 en el Reino Unido, el quincuagésimo noveno en Australia, y el nonagésimo noveno tercero en Francia, respectivamente. La canción llegó al puesto número 8 en la lista australiana de sencillos ARIAnet y al número 1, en el que se mantuvo tres semanas, en el Reino Unido.
El 5 de abril de 2002, Kidman lanzó, a través de Interscope, su tercer sencillo, una versión de «One Day I'll Fly Away» de Randy Crawford. La canción, un remix de Tony Philips, fue promocionada como el sencillo piloto de una continuación de la banda sonora original del mismo nombre, Moulin Rouge. Vol. 2. En 2006, contribuyó con su voz para la banda sonora Happy Feet en una interpretación de la canción de Prince, «Kiss». En 2009, apareció en la banda sonora de la película musical Nine de Rob Marshall, cantando la canción «Unusual Way».
Más tarde, su nombre fue acreditado en una pista llamada «What's the Procedure», publicada el 14 de marzo de 2013, en el álbum recopilatorio I Know Why They Call It Pop: Volume 2 de Rok Lok Records. Entre otros, Kidman también narró un audiolibro en 2012.
En 2017, ella y Nicolle Gaylon cantaron los coros de la canción «Female» de su esposo, el cantante de música country, Keith Urban.

## Recibimiento y legado

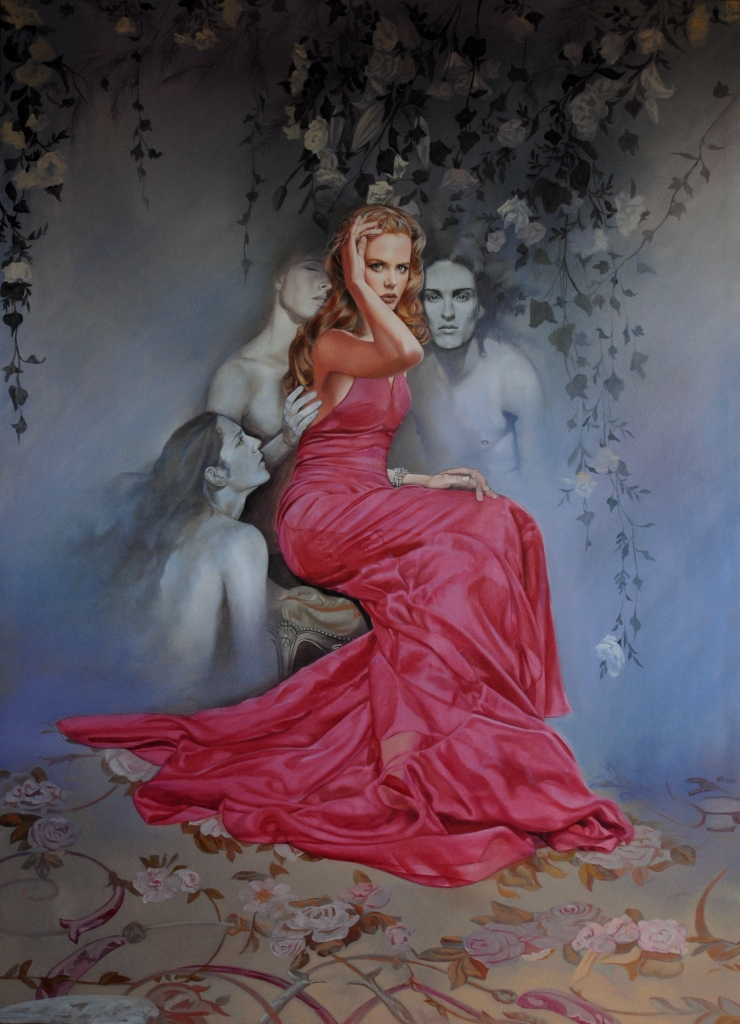
Pintura de Kidman; hecha por Oscar Casares.

Kidman es a menudo considerada una de las mejores actrices de su generación. Se ha destacado por hacer papeles arriesgados en películas dirigidas por autores, así como por sus interpretaciones versátiles y amplia gama de material, habiendo aparecido en una variedad de películas de distintos géneros a lo largo de su extensa carrera artística que abarca casi cuatro décadas. Vanity Fair declaró que, a pesar de luchar con su vida personal siendo examinada públicamente por los medios durante los primeros años de su carrera, "[Kidman] ha demostrado ser un gran talento, una actriz notable que puede llegar allí con lo mejor de ellos, ir cara a cara y salir con su credibilidad intacta. Además, ha demostrado ser una estrella con una S mayúscula, del tipo único en una generación que, como Elizabeth Taylor, es más grande que el sistema de Hollywood, y tampoco tiene miedo de ser humana y real, lo que solo la hace más popular". Según The New York Times, "la indomabilidad valiente y disciplinada que aporta a sus interpretaciones, incluso más que el arte que muestra dentro de ellos, puede ser el secreto de su atractivo, la fuente de su vínculo con el público". Emily Nussbaum de The New Yorker comentó cómo "en cada papel, hay algo de cera, vigilante y sereno en Kidman, de modo que, incluso cuando sonríe, nunca parece liberada. Otros actores se especializan en transparencia, Kidman tiene un don diferente: puede usar una máscara y, al mismo tiempo, dejarte sentir lo que es esconderse detrás de ella". En 2004 y 2018, la revista Time nombró a Kidman una de las 100 personas más influyentes en el mundo en su lista anual Time 100. En 2020, The New York Times la clasificó como una de las más grandes actrices del siglo XXI.
Se sabe que Kidman utiliza el método de actuación para muchos de sus papeles. Se ha señalado que muchas veces se transforma física, mental y emocionalmente para parecerse a sus personajes, hasta el punto de afectar su salud. Mark Caro de Los Angeles Times declaró que «para Nicole Kidman, actuar no es una mera proeza técnica; es el arte de la transformación. Para escucharla decirlo, el cambio puede ser tan dramático como una metamorfosis de oruga en mariposa. Ella estará trabajando y trabajando para meterse debajo de la piel de un personaje». W la describió como un «cifrado» y señaló cómo «se mete en la piel de su personaje de manera tan completa que es casi imposible distinguir a la actriz del papel. Es por eso que se ha convertido en sinónimo de algunos papeles clave[...] y por qué esas películas están tan definidas por la presencia de Kidman en ellas».

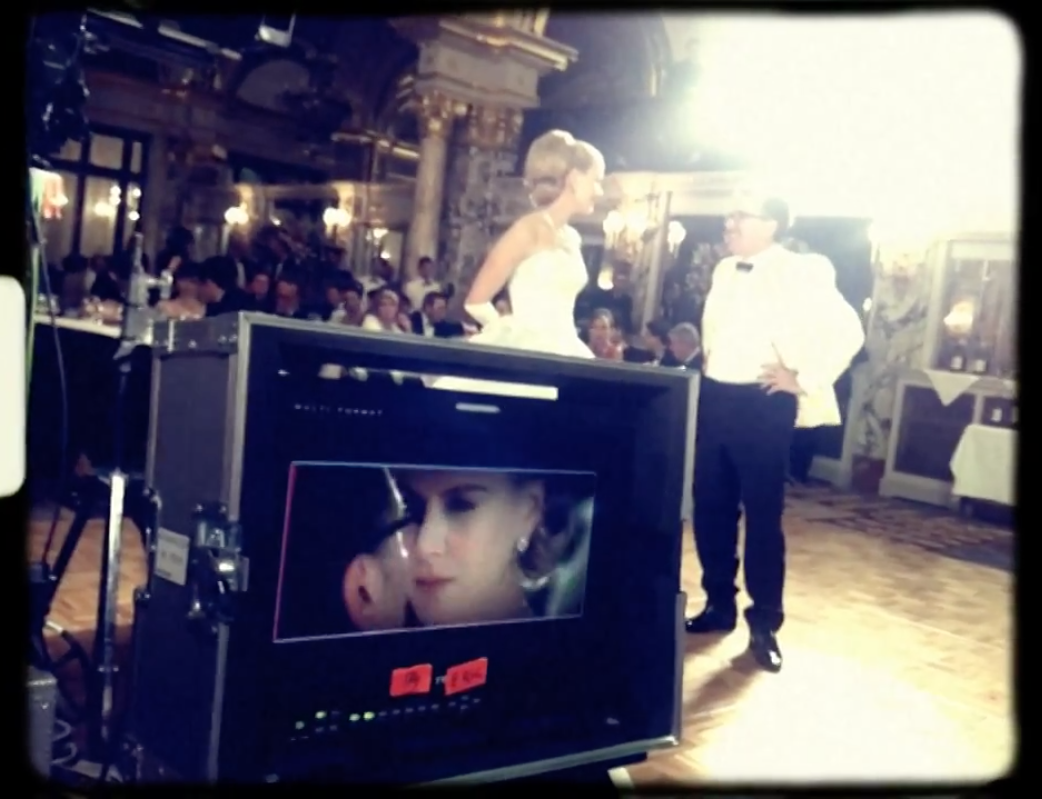
Kidman rodando una escena de Grace of Monaco.

Los críticos también han comentado sobre su estilo de actuación y su enfoque de los papeles. Sharon Marie Carnicke, profesora de estudios críticos y actuación en la USC School of Dramatic Arts, mencionó que «las elecciones [de actuación] de Kidman son creíbles y naturales como reacciones a las circunstancias específicas de su mundo» y describió su trabajo como «cinético». Dennis Bingham, profesor de inglés y director de estudios cinematográficos en la Indiana University–Purdue University Indianapolis, afirmó que «Kidman actúa siempre un paso o dos fuera del personaje, telegrafiando sus reacciones, alargando el tiempo que tarda en articular sus decisiones y conclusiones. Incluso sus respuestas emocionales se presentan como signos». Pam Cook, profesora de cine en la Universidad de Southampton, sugiere en su biografía de Kidman que «su énfasis en el artificio y la técnica apunta a una concepción de la actuación cinematográfica que busca expresión cinematográfica en lugar del cuerpo del actor y las intenciones para la realización del personaje». Mary Luckhurst, profesora y directora de la Escuela de Artes de la Universidad de Brístol con credenciales en teatro y actuación, declaró cómo «ella ha perseguido estratégicamente una mutabilidad y versatilidad de alto riesgo, y atraviesa regularmente entre roles y formas de arte naturalistas y no naturalistas». Continúa diciendo que «puede poner a prueba continuamente sus propios límites emocionales, habilidades físicas, política, valores y marcos de referencia» y menciona cómo «su concepción de la interpretación de personajes implica metamorfosearse gradualmente en algo que siente que es tan "otro" que con frecuencia habla de perderse a sí misma o perderse en el papel, y su disposición a desafiarse a sí misma en este aspecto ha sorprendido continuamente a otros actores, directores y productores».
A Kidman también la han descrito como ícono de la moda. El vestido chartreuse de Dior que usó en los Premios de la Academia de 1997 es considerado uno de los mejores vestidos en la historia de los Óscar y The Daily Telegraph le atribuyó el mérito de haber cambiado para siempre la moda de la alfombra roja. Vogue describió cómo "de su vestido color chartreuse bordado de John Galliano para Christian Dior en 1997, al lado de su entonces esposo Tom Cruise, pasando por ese impecable momento rojo de Balenciaga en los Óscar 2007, hasta el inolvidable vestido de bailarina de Calvin Klein que usó en el Festival de Cine de Cannes 2017, la australiana de nacimiento ha dominado el arte de vestirse en la alfombra roja, siempre despertando nuestro [interés] y asumiendo riesgos sin exagerar". Insider declaró que "a lo largo de los años, Kidman ha experimentado con todo tipo de tendencias, incluidos colores llamativos, joyas llamativas y todo lo demás, convirtiéndose en una de las celebridades más icónicas en lo que respecta a sus elecciones de moda." Kidman recibió el premio Fashion Icon Award 2003 que le otorgó el Consejo de Diseñadores de Moda de América. Con respecto a su otorgamiento, Peter Arnold, director ejecutivo de la CFDA, dijo en un comunicado: «El estilo de Nicole Kidman, tanto dentro como fuera de la pantalla, ha tenido un impacto innegable en la moda. Como actriz, ha desarrollado sus muchos personajes memorables con una comprensión innata del arte de la ropa. Al mismo tiempo, ha establecido con elegancia su estilo personal y su propia presencia icónica en todo el mundo».

## Vida personal

### Relaciones sentimentales y familia

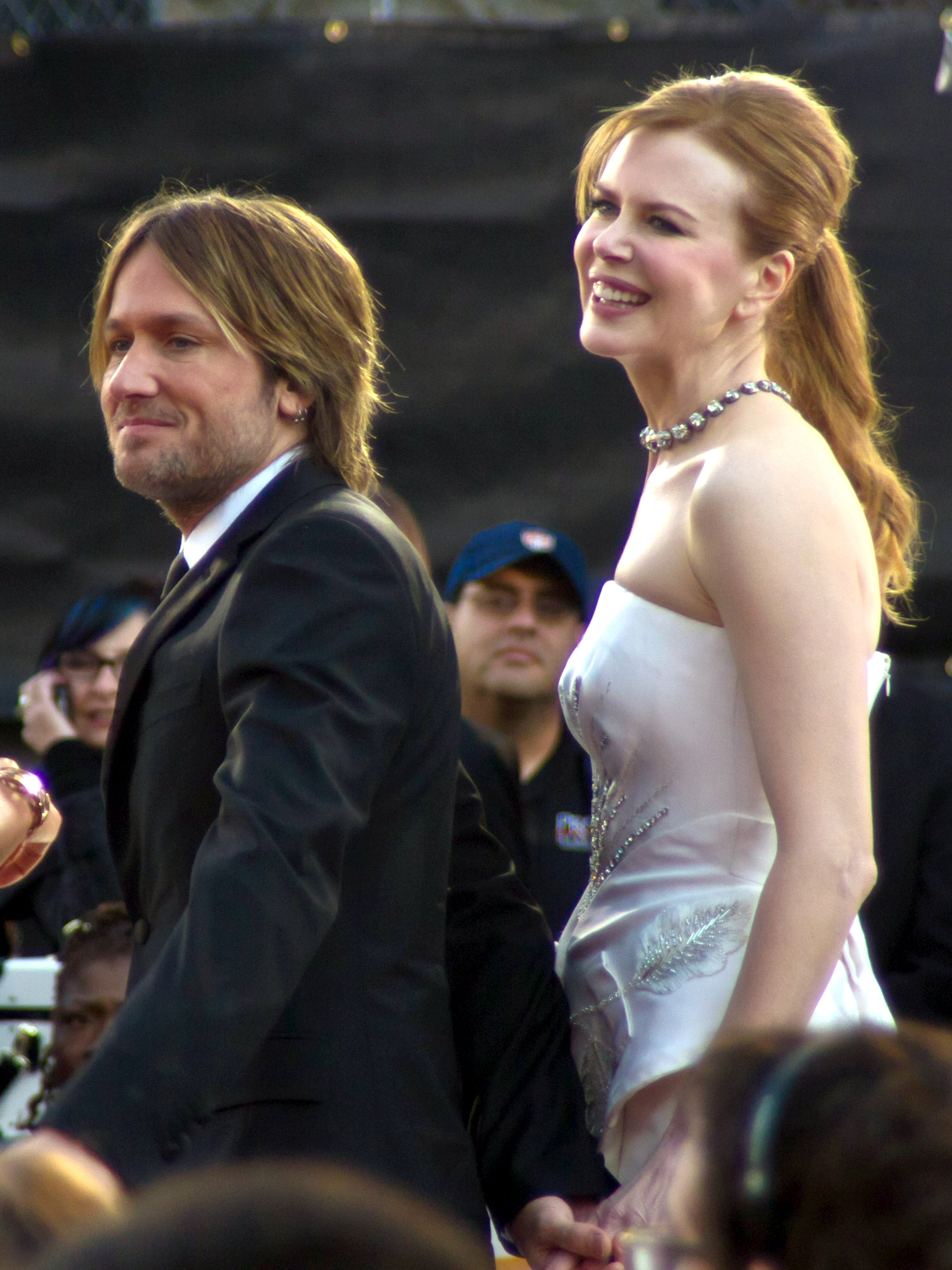
Kidman con su esposo Keith Urban en 2011.

Kidman se ha casado dos veces: primero con el actor Tom Cruise y luego con el cantante de country Keith Urban. Kidman conoció a Cruise a finales de 1989, poco antes de que comenzaran a rodar Days of Thunder, una película en la que ambos protagonizaron juntos, y se casaron en la víspera de Navidad de 1990. La pareja adoptó una hija, Isabella Jane Cruise (nacida en 1992) y un hijo, Connor Antony Cruise (nacido en 1995). El 5 de febrero de 2001, el portavoz de la pareja anunció su separación. Cruise solicitó el divorcio dos días después y el matrimonio se disolvió en agosto de ese año, y Cruise citó diferencias irreconciliables. En una entrevista de 2007 con Marie Claire, Kidman notó el informe incorrecto del embarazo ectópico al principio de su matrimonio. "Fue informado erróneamente como un aborto espontáneo por todos los que hicieron eco de la historia. Así que es una gran noticia, y no sucedió".
En la edición de junio de 2006 de Ladies' Home Journal, dijo que todavía amaba a Cruise: "Él era enorme; todavía lo es. Para mí, era solo Tom, pero para todos los demás, es enorme. Pero siempre fue encantador conmigo y lo amaba. Aún lo amo". Además, ha expresado lo conmocionada que estuvo por su divorcio.
En 2015, el exejecutivo de la Iglesia de la Cienciología, Mark Rathbun, afirmó en un documental que recibió instrucciones de "facilitar la ruptura [de Cruise] con Nicole Kidman". El auditor de Cruise además afirmó que las conexiones telefónicas de Kidman habían sido intervenidas por sugerencia de Cruise.
Antes de casarse con Cruise, Kidman había mantenido una relación sentimental con el actor australiano Marcus Graham y el coprotagonista de Windrider (1986). También se dijo que había estado relacionada con Adrien Brody. La película Cold Mountain suscitó rumores de que un romance entre Kidman y su coprotagonista Jude Law había sido el responsable de la ruptura de su matrimonio. Ambos negaron las acusaciones y Kidman ganó una suma de dinero no revelada de los tabloides británicos que publicaron la historia. Comenzó a salir con el músico Lenny Kravitz en 2003 antes de comprometerse con él, hasta que finalmente decidieron romper el compromiso. Kidman también estuvo vinculada sentimentalmente con el rapero Q-Tip. Robbie Williams afirmó que tuvo un breve romance con Kidman mientras estaba en su yate en el verano de 2004.
En una entrevista de Vanity Fair de 2007, Kidman reveló que había estado secretamente comprometida con alguien, que luego se reveló que era Lenny Kravitz, antes de su relación actual con el cantante de country neozelandés-australiano Keith Urban, a quien conoció en G'Day LA, un evento en honor a los australianos, en enero de 2005. Kidman se casó con Urban el 25 de junio de 2006, en Cardinal Cerretti Memorial Chapel en los terrenos de St Patrick's Estate, Manly, en Sídney. En una entrevista en 2015, Kidman dijo: "Realmente no nos conocíamos, nos fuimos conociendo durante nuestro matrimonio". Tienen residencias en Sídney, Sutton Forest (Nueva Gales del Sur, Australia); Los Ángeles; Nashville (Tennessee, EE. UU.); y un condominio en Manhattan adquirido por 10 millones de dólares estadounidenses. La primera hija de la pareja, Sunday Rose, nació en 2008 en Nashville. En 2010, Kidman y Urban tuvieron su segunda hija, Faith Margaret, a través de una subrogación gestacional en el Centennial Women's Hospital de Nashville. En una entrevista de Tina Brown en la conferencia Women in the World 2015, afirmó que centró su atención en su carrera tras su divorcio de Cruise: «De mi divorcio surgió un trabajo que fue aplaudido, así que eso fue algo interesante para mí», lo que le llevó a su Premio Óscar en 2003.
Es gran amiga de los actores Hugh Jackman y Russell Crowe, de las actrices Naomi Watts y Deborra-Lee Furness, del matrimonio de Simon Baker y Rebecca Rigg (es madrina de su hijo Harry), y del director Baz Luhrmann, todos ellos australianos, al igual que Kidman. También tiene amistad con los actores Ewan McGregor, Adrien Brody, Sarah Jessica Parker y Renée Zellweger.

### Postura religiosa y política

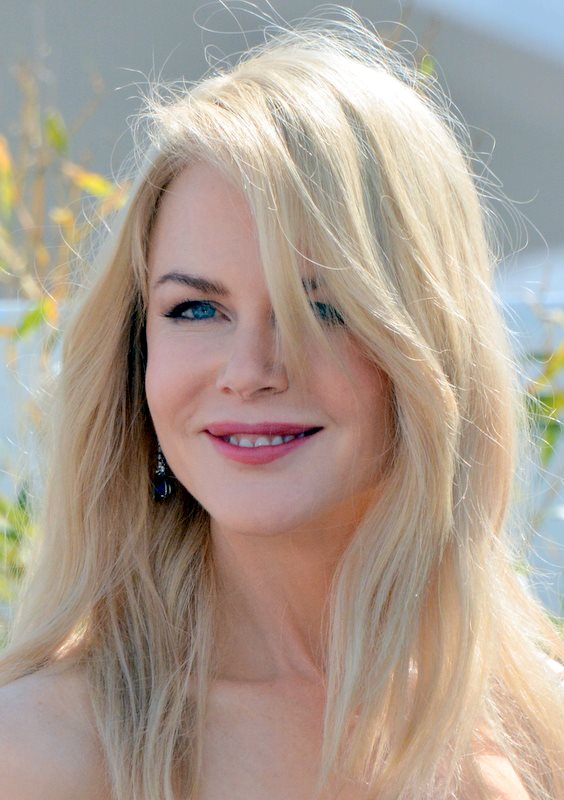
Kidman en el Festival de Cine de Cannes 2017.

Kidman se crio en una familia católica irlandesa y sigue practicando el catolicismo. Asistió a la Capilla Mary Mackillop en North Sydney. Tras las críticas de los líderes católicos a La brújula dorada como anticatólica, Kidman dijo a Entertainment Weekly que la Iglesia Católica es parte de su "esencia", y que sus creencias religiosas le impedirían tomar un papel en una película que ella percibió como anticatólica. Durante su divorcio de Tom Cruise, afirmó que no quería que sus hijos fueran criados como cienciólogos. Ella se ha mostrado reacia a hablar de Cienciología desde su divorcio. Asiste a misa regularmente junto a su familia.
Defensora de los derechos de la mujer, Kidman testificó ante el Comité de Relaciones Exteriores de la Cámara de Representantes de los Estados Unidos en apoyo de la Ley de Violencia Internacional contra la Mujer de 2009. En enero de 2017, manifestó su apoyo a la legalización del matrimonio entre personas del mismo sexo en Australia. Kidman también ha hecho donaciones a candidatos del partido demócrata de Estados Unidos.

### Riqueza, filantropía y honores
Kidman ha aparecido en las clasificaciones anuales de los actores mejor pagados del mundo en varias ocasiones, incluido el primer puesto para una mujer en 2006. En 2002, Kidman apareció por primera vez en la lista de los ricos australianos que se publica anualmente en Business Review Weekly con un patrimonio neto estimado de 122 millones de dólares australianos. En la lista publicada de 2011, la riqueza de Kidman se estimó en 304 millones de dólares australianos, frente a los 329 millones de dólares australianos de 2010. En 2015, se estimó que su riqueza había aumentado hasta los 331 millones de dólares australianos. Kidman ha recaudado dinero para los niños desfavorecidos de todo el mundo y ha sensibilizado la opinión pública sobre ellos. En 1994 fue nombrada Embajadora de Buena Voluntad de UNICEF, y en 2004 fue honrada como "Ciudadana del Mundo" por las Naciones Unidas. Kidman se unió a la Campaña Little Tee para el tratamiento del cáncer de mama para diseñar camisetas o chalecos con los que recaudar fondos para combatir la enfermedad, para la cual se sintió motivada por la propia batalla de su madre contra el cáncer de mama en 1984.

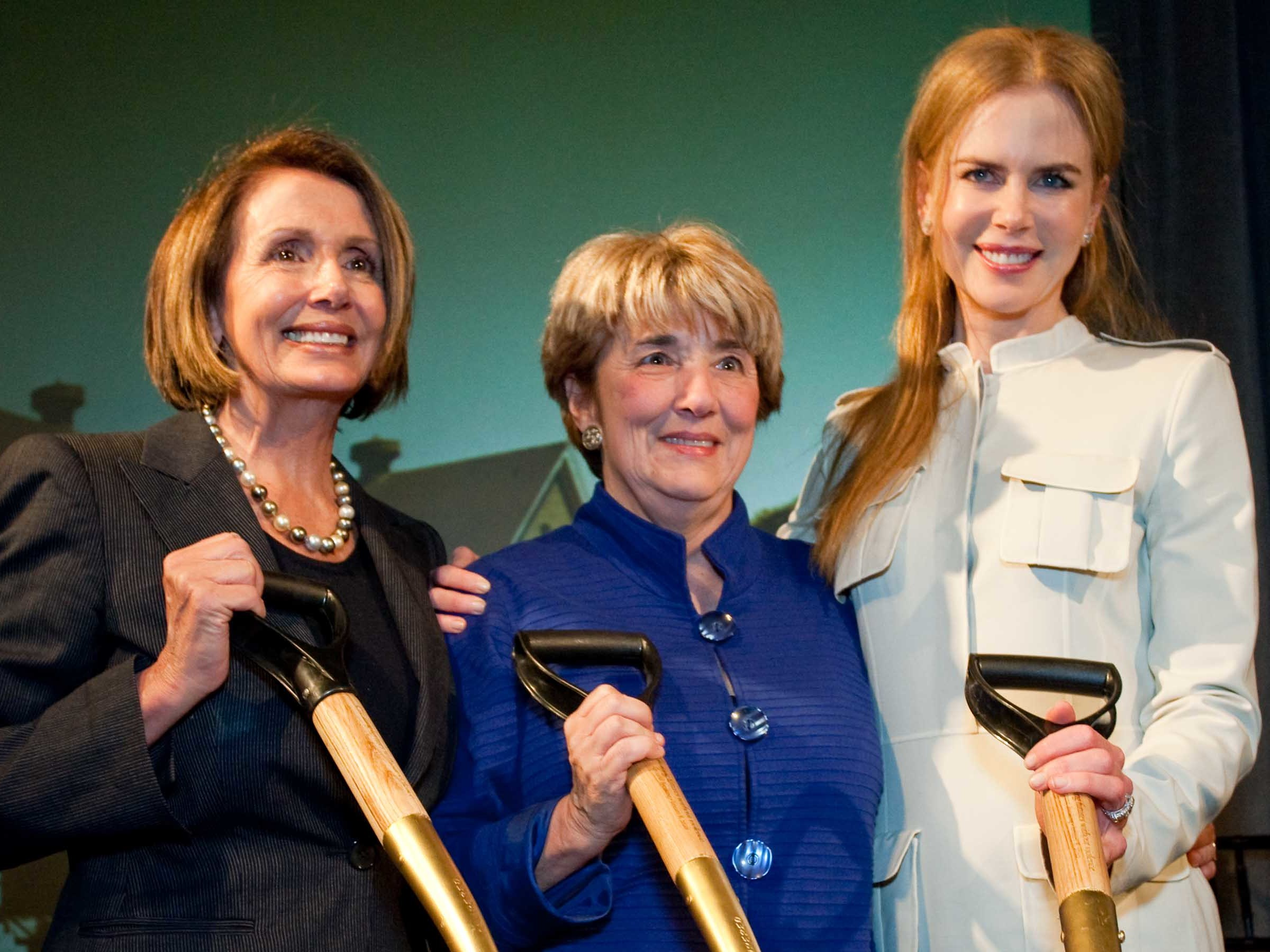
Kidman (derecha), Nancy Pelosi (izquierda) y Esta Soler (centro) asistieron al Centro Internacional para Poner Fin a la Violencia en San Francisco (California) en 2010.

En el Australia Day Honors de 2006, Kidman fue nombrada Compañero de la Orden de Australia (AC) por su "servicio a las artes escénicas como aclamada artista cinematográfica, a la atención sanitaria a través de contribuciones monetarias para mejorar el tratamiento médico de mujeres y niños y apoyo a la investigación del cáncer, a la juventud como principal partidaria de los jóvenes artistas escénicos, y a causas humanitarias en Australia e internacionalmente". Sin embargo, debido a sus compromisos cinematográficos y a su boda con Urban, no fue hasta el 13 de abril de 2007 cuando recibiría tal honor, que fue presentado por el Gobernador general de Australia, Mayor General Michael Jeffery, en una ceremonia en la Casa de Gobierno, Canberra.
Kidman fue nombrada Embajadora de Buena Voluntad del Fondo de Desarrollo de las Naciones Unidas para la Mujer (UNIFEM) en 2006. Visitó Kosovo en 2006 para conocer de primera mano los testimonios de las mujeres en los conflictos y los esfuerzos de apoyo de UNIFEM. También es la portavoz internacional de la iniciativa "Di NO - ÚNETE" para poner fin a la violencia contra las mujeres de UNIFEM. Kidman y el director ejecutivo de UNIFEM presentaron más de cinco millones de firmas recogidas durante la primera fase al secretario general de la ONU el 25 de noviembre de 2008. En 2016, Kidman donó 50.000 dólares a ONU Mujeres.

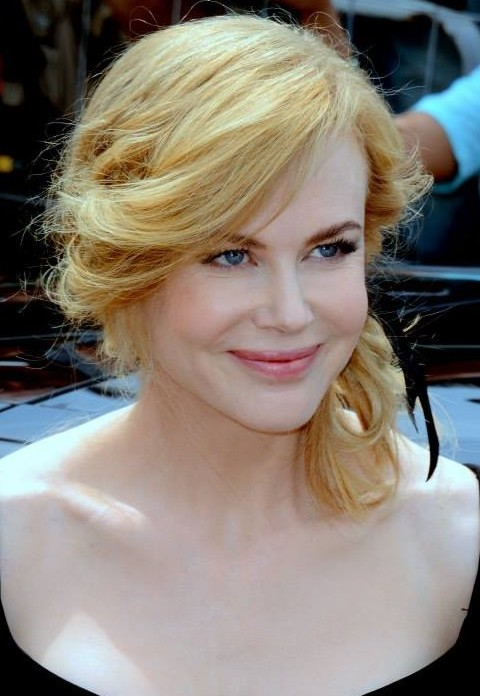
Kidman en el Festival de Cine de Cannes 2013.

A principios de 2009, Kidman apareció en una serie de sellos postales con actores australianos. Ella, Geoffrey Rush, Russell Crowe y Cate Blanchett aparecen dos veces en la serie: una como ellos mismos y otra como su personaje nominado al Premio Óscar; el segundo sello de Kidman la mostraba como Satine de Moulin Rouge!. El 8 de enero de 2010, junto con Nancy Pelosi, Joan Chen y Joe Torre, Kidman asistió a la ceremonia para ayudar al Fondo de Prevención de la Violencia Familiar a inaugurar un nuevo centro internacional ubicado en el Presidio de San Francisco. En 2015, Kidman se convirtió en la embajadora de marca de Etihad Airways.
Kidman es hincha de los Nashville Predators, siendo vistos y fotografiados casi todas las noches durante la temporada. También lo es de los Sydney Swans en la Liga Australiana de Fútbol y una vez fue embajadora del club.

### Otros trabajos
En 1993 participó en el video musical de «Bop Girl» del cantante Pat Wilson. Kidman ha participado en varios acuerdos de patrocinio en representación de varias empresas. En 2003 fue la cara del perfume Chanel n.º 5. Kidman también ha sido embajadora de los relojes Omega desde 2005. En 2013 fue la imagen de los zapatos Jimmy Choo. En 2017 fue anunciada como el nuevo 'rostro' de Neutrogena. En 2020 se unió a SeraLabs como embajadora de su marca global.
Kidman apoya a los Nashville Predators, siendo vistos y fotografiados casi todas las noches durante la temporada. Además, apoya a los Sydney Swans en la Australian Football League y una vez se desempeñó como embajadora del club.

## Filmografía y premios
Según el sitio web de agregación de reseñas Rotten Tomatoes, que asigna puntajes de películas según las críticas y la recepción del público, algunas de las películas de Kidman con mayor puntaje incluyen Paddington (2014), Flirting (1990), To Die For (1995), Rabbit Hole (2010), Lion (2016), The Others (2001), The Family Fang (2015), Dead Calm (1989), Boy Erased (2018) y The Killing of a Sacred Deer (2017). Sus películas más exitosas financieramente incluyen Aquaman (2018), Happy Feet (2006), The Golden Compass (2007), Batman Forever (1995) y Paddington (2014), que figuran en el sitio web de seguimiento de taquilla The Numbers como sus películas más taquilleras.
En 2003, Kidman recibió una estrella en el paseo de la fama de Hollywood. Además de su Premio Óscar en 2003 a la Mejor Actriz, Kidman ha recibido premios en la misma categoría de Mejor Actriz en los siguientes grupos de críticos u organizaciones que otorgan premios: la Asociación de Prensa Extranjera de Hollywood (Premios Globo de Oro), Instituto de Cine Australiano, Premios Blockbuster Entertainment, Premios Empire, Festival de Cine de Hollywood, London Film Critics 'Circle, Russian Guild of Film Critics, Premios Satellite y Southeastern Film Critics Association. También cuenta con un Premio BAFTA de cinco nominaciones, dos nominaciones al Premio Laurence Olivier, dos Premios Primetime Emmy de tres nominaciones, un premio Screen Actors Guild Award de catorce nominaciones y tres Critics 'Choice Awards de catorce nominaciones, entre varios otros.
Kidman también recibió el reconocimiento de la Asociación Nacional de Propietarios de Teatros en la Convención ShoWest en 1992 como la Estrella Femenina del Mañana, y en 2002 por una Distinguida Década de Logros en Cine. En 2003, recibió el premio American Cinematheque.